# Symplocos spruceana
Symplocos spruceana là một loài thực vật có hoa trong họ Dung. Loài này được Gürke miêu tả khoa học đầu tiên năm 1891.